# Paguristes paraguanensis
Paguristes paraguanensis är en kräftdjursart. Paguristes paraguanensis ingår i släktet Paguristes och familjen Diogenidae. Inga underarter finns listade i Catalogue of Life.